# Neoton Família (válogatásalbum)
A Neoton Família című 4 CD lemezt tartalmazó válogatás a Neoton Família egyik legnagyobb válogatásalbuma, mely az együttes pályafutásának legsikeresebb dalait, valamint Csepregi Éva és Végvári Ádám szólólemezeinek sikereit is tartalmazza. A 4 CD-s válogatást a Reader's Digest jelentette meg 2005-ben. A lemezek külön gyűjtőnevet kaptak, úgy mint Párizsi lány, Kétszázhúsz felett, Kell hogy várj és Holnap hajnalig. A 4 CD összesen 69 dalt tartalmaz.

## Megjelenések
| Ország       | Formátum | Sorszám       | Kiadó           | Év   |
| ------------ | -------- | ------------- | --------------- | ---- |
| Magyarország | 4 CD     | RM-CD050071-B | Reader's Digest | 2005 |

## Az album dalai
Párizsi Lány
- Neoton Família – Minek Ez A Cirkusz? – 3:21
- Neoton Família – Ha Szombat Este Táncol – 3:23
- Neoton Família – Szédült Napraforgó – 3:22
- Neoton Família – Monte Carlo – 3:49
- Neoton Família – Margaréta – 3:35
- Végvári Ádám és Csepregi Éva – Japán Fiú – 3:54
- Neoton Família – Nyár Van – 4:04
- Neoton Família – Medvetánc-Dal – 4:17
- Csepregi Éva – A Sárkány Éve – 3:54
- Neoton Família – Szia! (Hello) – 3:33
- Neoton Família – Jojó (Yo-Yo) – 3:59
- Csepregi Éva – Párizsi Lány – 3:22
- Neoton Família – Abrakadabra – 4:12
- Neoton Família – Hazudós – 3:54
- Neoton Família – Védőháló Nélkül – 4:49
- Neoton Família – Santa Maria – 4:29
- Neoton Família – Hátizsák-Dal – 3:35
- Csepregi Éva – Társasjáték – 3:37

Kétszázhúsz felett
- Neoton Família – Kétszázhúsz Felett – 4:24
- Neoton Família – Nem Szállunk Ki A Hajóból – 3:58
- Neoton Família – Hétvégi Motorozás – 3:50
- Neoton Família – Marathon – 5:24
- Neoton Família – Jöjjön A Nyár – 3:04
- Csepregi Éva – Nagy Boldogság (Meseautó) – 3:31
- Neoton Família – Szeretek Ugrálni – 3:41
- Neoton Família – Pofozkodó – 3:51
- Neoton Família – Bye, Bye Kedvesem – 3:34
- Neoton Família – Forrófejű Lány – 4:32
- Neoton Família – Menekülj! – 3:49
- Csepregi Éva – Európai Rock – 3:25
- Neoton Família – Visz A Hajó, Fúj A Szél – 4:32
- Csepregi Éva – Kék Korszak – 3:39
- Neoton Família – Eszterlánc – 3:48
- Neoton Família – Don Quijote – 4:02
- Neoton Família – Pago Pago – 4:29

Kell, Hogy Várj!
- Neoton Família – Vadvirág – 3:45
- Neoton Família – Kell, Hogy Várj! – 3:48
- Neoton Família – Vándorének – 2:54
- Neoton Família – Látomás – 4:44
- Neoton Família – Búcsú 3:46
- Neoton Família – Vallomás – 2:30
- Neoton Família – Ha Elmúlik Karácsony – 3:39
- Neoton Família – Emlékül – 3:54
- Neoton Família – Régi Zongorám – 3:20
- Neoton Família – Megváltást Várok – 4:22
- Csepregi Éva – Emlékkönyv – 2:53
- Neoton Família – Ha Varázslólány Lennék – 3:59
- Neoton Família – Vannak Kivételek – 4:34
- Neoton Família – Első Szerelem – 4:17
- Neoton Família – Te Quiero – 3:55
- Csepregi Éva – Szeret, Vagy Nem Szeret – 3:18
- Neoton Família – Latin Szerenád – 4:17

Holnap Hajnalig
- Neoton Família – Tinidal – 3:32
- Neoton Família – Holnap – 4:03
- Neoton Família – Gimi Love – 3:45
- Végvári Ádám és Csepregi Éva – Elmentél – 4:47
- Neoton Família – I Love You – 5:01
- Végvári Ádám és Csepregi Éva – Éva, Éva, Ez A Nevem, Így Hívnak – 3:21
- Csepregi Éva – Éjszakai Láz – 4:04
- Neoton Família – Egy Kis Nyugalmat – 3:23
- Végvári Ádám és Csepregi Éva- Ádám, Álmodj Csak Tovább – 4:07
- Neoton Família – Robinson – 4:05
- Végvári Ádám és Csepregi Éva – Elfújta A Szél – 4:06
- Neoton Família – Holnap Hajnalig – 4:30
- Neoton Família – Nincs Semmi Baj! – 3:48
- Neoton Família – Végtelen Játék – 3:35
- Neoton Família – Azon Az Éjszakán – 4:18
- Neoton Família – Karnevál – 3:08
- Végvári Ádám – Varaderói Kaland – 2:45